# Beraba spinosa
Beraba spinosa là một loài bọ cánh cứng trong họ Cerambycidae.